# Platytrigona flaviventris
Platytrigona flaviventris är en biart som först beskrevs av Heinrich Friese 1908.  Platytrigona flaviventris ingår i släktet Platytrigona och familjen långtungebin. Inga underarter finns listade i Catalogue of Life.